# Billy Hawks
William Hawks (Richmond, 3 september 1941 - ?) was een Amerikaanse rhythm and blues- en jazz-organist en zanger.
Hawks werd in 1961 lid van Steve Gibson's Red Caps en sloot zich een jaar later aan bij de Modern Flamingo's. In 1964 begon hij in Philadelphia een trio, met gitarist Maynard Parker en drummer Henry Terrell, waarmee hij aan de oostkust van Amerika actief was, vooral in Atlantic City. In 1966 nam hij voor Prestige Records een album op, met Boogaloo Joe Jones als vervanger van Parker. In 1967 volgde een album dat was opgenomen in de studio van Rudy van Gelder, met op enkele tracks de tenorsaxofonist Buddy Terry: "Heavy Soul!" (ook wel bekend als "More Heavy Soul!"). Een van de nummers, "O Baby (I Do Believe I'm Losing You)" kwam uit op single en werd later veel gedraaid in de acid jazz-scene in Engeland, eind jaren tachtig. Het nummer werd ook gesampled door Us3, op hun track "Get Out" (2002). 
Volgens Hawks broer Leroy Hawkes is de organist overleden.

## Discografie
- The New Genius of the Blues, Prestige Records, 1966
- More Soul!, Prestige Records, 1967